# Departamento de Transporte del Estado de Nueva York
El Departamento de Transporte del Estado de Nueva York o en inglés New York State Department of Transportation (NYSDOT) es responsable para el desarrollo y operación del transporte de carreteras, ferroviario, transporte público, puertos y aviación en el estado del estado de Nueva York. Stanley Gee es currently es actualmente el comisionado luego que Astrid Glynn demitiera.
Esta red de transporte incluye:
- Una red local y estatal de autopistas, que comprende más de 110,000 millas (177,000 km) de autopistas y 17,000 millas de puentes.
- Una red ferroviaria de 5,000 millas (8,000 km), que carga más de 38 millones de toneladas métricas de mercancías cada año.
- Más de 130 operadores de transporte público, que sirven a más de 5.2 de millones de pasajeros al año.
- Doce importantes puertos privados y públicos, que cargan más de 100 millones de tonelada métricas de mercancía anualmente.
- 456 instalaciones de aviación, de la cual 31 millones de personas viajan cada año. También es propietario de dos aeropuertos, el Aeropuerto Internacional Stewart cerca de Newburgh, y el Aeropuero Republic en Long Island. Stewart es actualmente arrendado a la Autoridad Portuaria de Nueva York y Nueva Jersey.